# Слугоцин (Люблінське воєводство)
Слугоцин (пол. Sługocin) — село в Польщі, у гміні Ясткув Люблінського повіту Люблінського воєводства.
Населення — 169 осіб (2011).
У 1975-1998 роках село належало до Люблінського воєводства.

## Демографія
Демографічна структура станом на 31 березня 2011 року:
|          | Загалом | Допрацездатний вік | Працездатний вік | Постпрацездатний вік |
| -------- | ------- | ------------------ | ---------------- | -------------------- |
| Чоловіки | 73      | 10                 | 56               | 7                    |
| Жінки    | 96      | 17                 | 57               | 22                   |
| Разом    | 169     | 27                 | 113              | 29                   |